# فرنسيسكو خافيير بينت
فرنسيسكو خافيير بينت (بالإسبانية: Francisco Javier Benet)‏ هو منافس ألعاب قوى إسباني، ولد في 25 مارس 1968 في تطوان في المغرب.

## وصلات خارجية
- فرنسيسكو خافيير بينت على موقع الاتحاد الدولي لألعاب القوى (الإنجليزية)
- فرنسيسكو خافيير بينت على موقع الاتحاد الأوروبي لألعاب القوى (الإنجليزية)
- فرنسيسكو خافيير بينت على موقع أوليمبيديا (الإنجليزية)